# 聖ジョージ大聖堂 (エルサレム)

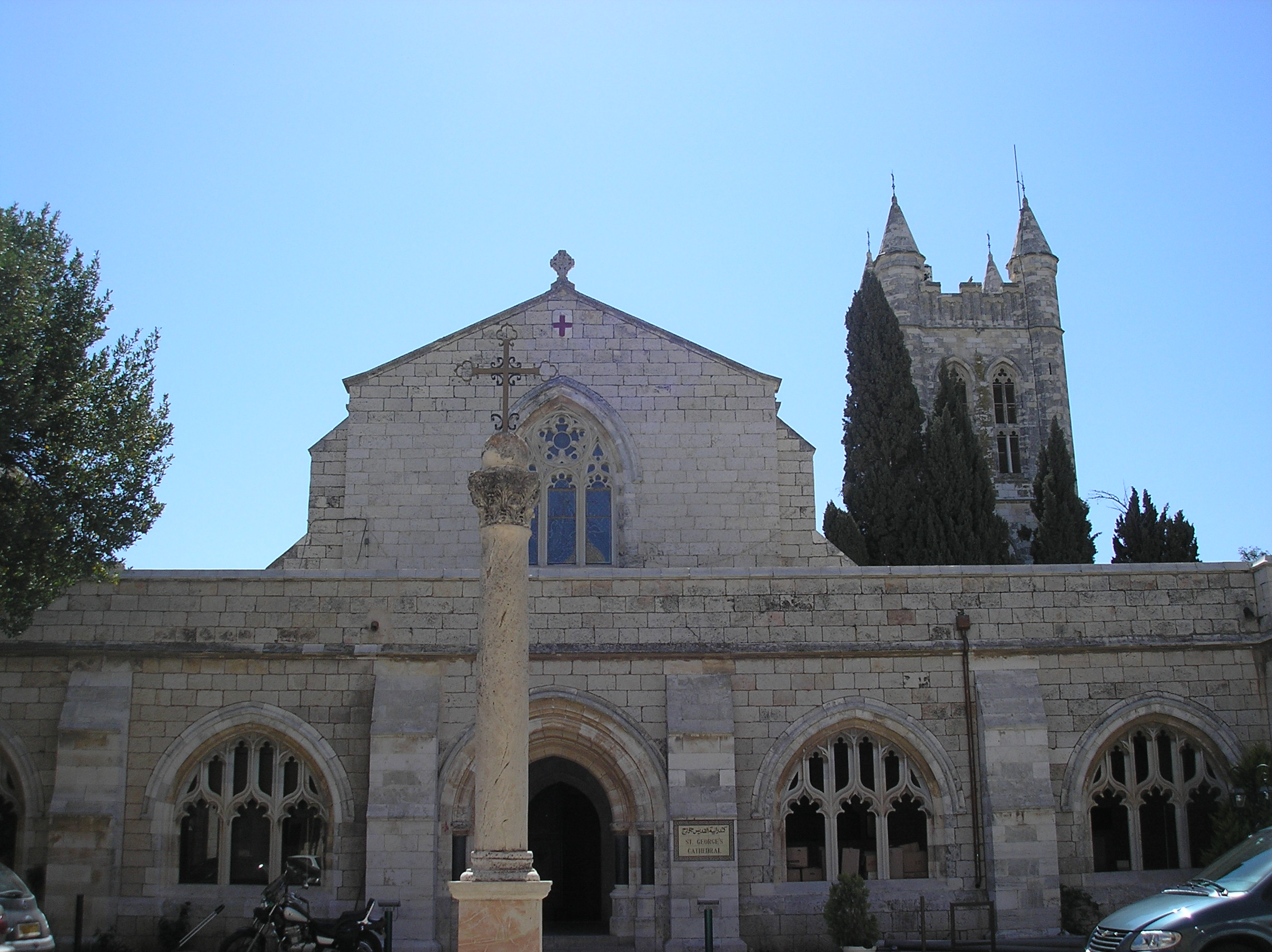
聖ジョージ大聖堂 (エルサレム)

聖ジョージ大聖堂は、エルサレムにあるキリスト教・聖公会の大聖堂。1899年に建設された。エルサレム・中東聖公会管区のエルサレム教区の主教座聖堂で、レバノン、シリア、ヨルダン、パレスチナ、イスラエルの5か国にまたがり、合計27の教会がある。英語とアラビア語が使われている。
地下に聖ジョージ神学校（St. George's College）があり、世界中の聖職者・信者が学んでいる。
なお、モルデハイ・ヴァヌヌは出獄後、ここに住んでいる。また、聖ジョージ大聖堂は英国教会派なので通常英語風にこのように呼ぶが、日本の旅行ガイドブックではラテン語風に「聖ゲオルギウス大聖堂」と呼ばれることもある。